# Tian Yuan
Tian Yuan (29 de janeiro de 1993) é uma halterofilista chinesa.
Tian Yuan ganhou medalha de ouro em halterofilismo nos Jogos Olímpicos de Verão da Juventude em Cingapura, na categoria até 48 kg. Na mesma categoria, ela ganhou medalha de bronze no total combinado no campeonato mundial de 2010, com 204 kg (88 no arranque e 116 no arremesso), marcas essas recordes mundiais para juvenis (até 17 anos).
QUADRO DE RESULTADOS
| Ano  | Posição | Competição                                | Classe de peso | Marca                                                   | Ref.  |
| 2010 | 1.      | Jogos Olímpicos da Juventude em Cingapura | –48 kg         | 190 kg (85+105)                                         | [ 1 ] |
| 2010 | 3.      | Campeonato Mundial em Antália             | –48 kg         | 204 kg (88+116*)                                        | [ 2 ] |
| 2011 | 1.      | Campeonato asiático em Tongling           | –48 kg         | 206 kg (93+113)                                         | [ 2 ] |
| 2011 | 1.      | Campeonato Mundial em Paris               | –48 kg         | 207 kg (90+117)                                         | [ 3 ] |
| 2014 | 1.      | Jogos Aasiáticos em Incheon               | –48 kg         | 0 (81 kg no arranque, não conseguiu marca no arremesso) | [ 2 ] |

* Recordes mundiais juvenis até 2018